# Heinrich Otto (Schiff)
Die Heinrich Otto war eine Barkasse der Deutschen Nyanza-Schiffahrtsgesellschaft (DNSG) auf dem Viktoriasee in der Kolonie Deutsch-Ostafrika.

## Geschichte
Die Heinrich Otto wurde 1906 in Harburg/Elbe gebaut. Sie war eine Pinasse, die von der Nyanza-Schiffahrtsgesellschaft für den Transport von Ladung und die Beförderung von Passagieren sowie als Schlepper auf dem Viktoriasee eingesetzt wurde. Das Schiff befuhr Routen zwischen Schirati, Musoma, Muansa und Bukoba. Benannt war es nach dem Kommerzienrat Heinrich Otto im Aufsichtsrat der Gesellschaft, dem auch eine Pflanzung bei Kilosa gehörte. Die Geschwindigkeit betrug etwa 7 Seemeilen pro Stunde und die Ladefähigkeit 12,5 Tonnen (250 Zentner). Die Heinrich Otto wurde in Einzelteilen an den Victoriasee transportiert und von einer britischen Werft in Kisumu wieder zusammengesetzt. Im Jahr 1908 fuhr das Schiff den Kagera-Nil ein Stück flussaufwärts, bis es durch Treibgut aufgehalten wurde.
Am Anfang des Ersten Weltkrieges im August 1914 wurde die Heinrich Otto vom Kommando der Schutztruppen übernommen. 
Als die deutsche Stellung am Viktoriasee nicht mehr zu halten war, verließen einige Europäer am 14. Juli 1916 auf der Heinrich Otto den Ort Muansa. Am Abend des nächsten Tages wurde die Pinasse zusammen mit den Schiffen Muansa und Schwaben in Neu-Hanerau durch Öffnen der Bodenventile versenkt, um nicht in feindliche Hände zu fallen.
Die Briten hoben die Heinrich Otto. In den 1920er Jahren war sie Gegenstand eines Entschädigungsstreits zwischen der DNSG und dem Deutschen Reich. Nach Angaben eines früheren Leiters der DNSG war das Schiff außerordentlich seetüchtig und noch Anfang der 1940er Jahre auf dem Victoriasee im Einsatz, damals im Besitz eines Italieners. Dieser setzte es für Personen- und Güterverkehr zwischen Mwanza und der Insel Ukerewe ein. Das weitere Schicksal des Schiffes ist nicht bekannt.